# Palazzo del Governo (Isola del Principe Edoardo)
Il palazzo del Governo dell'Isola del Principe Edoardo (chiamato anche Fanningbank), situato a Charlottetown, capoluogo della provincia, è la residenza ufficiale del vicegovernatore dell'Isola del Principe Edoardo nonché quella del monarca canadese nella provincia. La residenza ha una posizione meno centrale e prominente rispetto ai suoi equivalenti nelle altre province canadesi, fatto che le conferisce maggiormente il carattere di una residenza privata.
L'edificio è classificato come sito storico nazionale del Canada.